# Municipio de Atotonilco el Grande
El municipio de Atotonilco el Grande es uno de los ochenta y cuatro municipios que conforman el estado de Hidalgo, México. La cabecera municipal y la localidad más poblada es Atotonilco el Grande.
Atotonilco el Grande se localiza al centro del territorio hidalguense entre los paralelos 20° 13′ y 20° 27′ de latitud norte; los meridianos 98° 32′ y 98° 50′ de longitud oeste; con una altitud entre 1300 y 2600 m s. n. m. Este municipio cuenta con una superficie de 458.52 km², y representa el 2.20 % de la superficie del estado; dentro de la región geográfica denominada como la Comarca Minera.
Colinda al norte con los municipios de Metztitlán y San Agustín Metzquititlán; al este con el estado de Veracruz de Ignacio de la Llave y con el municipio de Huasca de Ocampo; al sur con los municipios de Huasca de Ocampo, Omitlán de Juárez y Mineral del Chico; al oeste con los municipios de Mineral del Chico, Actopan y Metztitlán.

## Toponimia
Del náhuatl "atotonilli", que significa agua caliente, y co, preposición locativa que indica un sitio o lugar, por lo que Atotonilco significaría "Lugar de agua caliente" y se reintepreta como "En las aguas termales".
Para diferenciarse de otros lugares que tenían el mismo nombre, en la antigüedad se le conoció como "Huey-Atotonilco", que quiere decir Atotonilco el Grande, puesto que el "Huey", en lengua náhuatl proviene de "Huehuetl", que significa grande o viejo.

### Glifo
El glifo representativo del lugar aparece en el mendocino y está formado por una olla sentada sobre dos piedras formando el "tlecuilli", que significa hogar o fogón, para hacer notar la acción del fuego, con el asiento de la olla pintado de negro, y el símbolo del agua, "atl", en su boca.

## Geografía

### Relieve e hidrográfica
En cuanto a fisiografía se encuentra en la provincias Eje Neovolcánico (75.0%) y Sierra Madre Oriental (25.0%); dentro de la subprovincias de Llanuras y Sierras de Querétaro e Hidalgo (75.0%) y Carso Huasteco (25.0%). Su territorio es llanura (31.0%), cañón (29.0%), sierra (25.0%) y meseta (15.0%) . En el Municipio se encuentran algunas de las montañas más, entre ellas encontramos la “Peña del Zumate” y las peñas del “Jacal”, llevando este nombre por el parecido que tiene con una choza; el cerro de las “Navajas” uno de los más elevado, ya que están a 3200 metros sobre el nivel del mar.
En cuanto a su geología corresponde al periodo neógeno (73.0%), cretácico (23.0%) y cuaternario (2.72%). Con rocas tipo ígnea extrusiva: basalto (51.0%), toba ácida (14.0%) y andesita–brecha volcánica
intermedia (3.0%); Sedimentaria: caliza (17.0%), arenisca–conglomerado (4.0%), caliza–lutita (3.0%), lutita (3.0%) y conglomerado (1.0%); Suelo: aluvial (2.72%). En cuanto a edafología el suelo dominante es vertisol (32.72%), phaeozem (24.0%), leptosol (18.0%), kastañozem (15.0%), regosol (3.0%), calcisol (3.0%), fluvisol (2.0%) y cambisol (1.0%).
En lo que respecta a la hidrología se encuentra posicionado en la región hidrológica del Pánuco; en la cuenca del río Moctezuma; dentro de la subcuenca río Metztitlán (67.0%) y río Amajac (33.0%). Cuenta con los ríos “Grande de Tulancingo” y “Amajac”, alimentando a 35 cuerpos de agua. Al sur del municipio existe un pequeño arroyo, y cerca de este están los baños termales conocidos por sus múltiples curaciones. También se pueden encontrar las cascadas llamadas “El Carmen” y “Bandola”, al igual que las grutas de “Tianguillo” y “Sanctorum”, por la cual cruza el río Amajac.

### Clima
El territorio municipal se encuentran los siguientes climas con su respectivo porcentaje: Semiseco templado (44.0%), templado subhúmedo con lluvias en verano, de humedad media (39.5%), seco semicálido (11.5%) y templado subhúmedo lluvias en verano, de mayor humedad (5.0%)).

### Ecología
La flora se encuentra conformado por cerros de pastos naturales, matorrales, pastizales matorrales y bosques de especies maderables y no maderables. La fauna se pueden encontrar diferentes especies como el tejón, ardilla, conejo, cacomixtle, tlacuache, zorro, armadillo, gato montés, onza, tuza, águila, búho, zopilote, gavilán, víbora de cascabel, camaleón, téchin, lagartija y una gran variedad de insectos y arácnidos. Además en el municipio se pueden encontrar animales de granja como:
aves, borregos, cabras, cerdos, guajolotes, vacas, caballos y abejas.
Parte de este municipio pertenece a la Barranca de Metztitlán, decretada como Reserva de la Biósfera el 27 de noviembre de 2000 con una superficie de 96 042.90 ha; esta área también comprende los municipios de Acatlán, Eloxochitlán, Huasca de Ocampo, Metepec, Metztitlán, San Agustín Metzquititlán  y Zacualtipán de Ángeles.

## Demografía

### Población
De acuerdo a los resultados que presentó el Censo Población y Vivienda 2020 del INEGI, el municipio cuenta con un total de 30 135 habitantes, siendo   14 261 hombres y 15 874 mujeres. Tiene una densidad de 65.7 hab/km², la mitad de la población tiene 29 años o menos, existen 89 hombres por cada 100 mujeres.
El porcentaje de población que habla lengua indígena es de 0.46 %, y el porcentaje de población que se considera afromexicana o afrodescendiente es de 0.88 %. Tiene una Tasa de alfabetización de 99.0 % en la población de 15 a 24 años, de 89.4 % en la población de 25 años y más. El porcentaje de población según nivel de escolaridad, es de 6.4 % sin escolaridad, el 64.2 % con educación básica, el 18.1 % con educación media superior, el 11.2 % con educación superior, y 0.1 % no especificado.
El porcentaje de población afiliada a servicios de salud es de 66.7 %. El 12.8 % se encuentra afiliada al IMSS, el 78.2 % al INSABI, el 7.9 % al ISSSTE, 0.4 % IMSS Bienestar, 0.2 % a las dependencias de salud de PEMEX, Defensa o Marina, 0.4 % a una institución privada, y el 0.5 % a otra institución. El porcentaje de población con alguna discapacidad es de 6.7 %. El porcentaje de población según situación conyugal, el 30.4 % se encuentra casada, el 31.4 % soltera, el 25.4 % en unión libre, el 5.6 % separada, el 1.2 % divorciada, el 6.0 % viuda.
Para 2020, el total de viviendas particulares habitadas es de 8380 viviendas, representa el 1.0 % del total estatal. Con un promedio de ocupantes por vivienda 3.6 personas. Predominan las viviendas con los siguientes materiales:tabique, ladrillo, block, piedra, cantera, cemento o concreto. En el municipio para el año 2020, el servicio de energía eléctrica abarca una cobertura del 98.3 %; el servicio de agua entubada un 51.1 %; el servicio de drenaje cubre un 88.9 %; y el servicio sanitario un 91.4 %.

### Localidades
Para el año 2020, de acuerdo al Catálogo de Localidades, el municipio cuenta con 67 localidades.
| Código INEGI | Localidad                         | Población (2020) | Porcentaje (%) | Ámbito Población | Categoría Población |
| ------------ | --------------------------------- | ---------------- | -------------- | ---------------- | ------------------- |
| 130120001    | Atotonilco el Grande              | 8417             | 27.93          | Urbano           | Villa               |
| 130120009    | La Estancia                       | 1881             | 6.24           | Rural            | Comunidad           |
| 130120022    | Los Sabinos                       | 1611             | 5.35           | Rural            | Comunidad           |
| 130120033    | Santa María Amajac                | 1510             | 5.01           | Rural            | Comunidad           |
| 130120018    | La Puebla                         | 1195             | 3.97           | Rural            | Comunidad           |
| 130120011    | Montecillos                       | 1154             | 3.83           | Rural            | Comunidad           |
| 130120039    | Tiltepec                          | 1024             | 3.40           | Rural            | Comunidad           |
| 130120038    | Agua Limpia                       | 865              | 2.87           | Rural            | Comunidad           |
| 130120004    | Cieneguillas                      | 829              | 2.75           | Rural            | Comunidad           |
| 130120002    | Apipilhuasco                      | 767              | 2.55           | Rural            | Comunidad           |
| 130120003    | Cerro Colorado                    | 707              | 2.35           | Rural            | Comunidad           |
| 130120037    | Tezahuapa                         | 552              | 1.83           | Rural            | Comunidad           |
| 130120006    | La Cruz (Barrio de la Cruz)       | 470              | 1.56           | Rural            | Ranchería           |
| 130120027    | San Martín                        | 449              | 1.49           | Rural            | Ranchería           |
| 130120068    | Los Tepetates                     | 437              | 1.45           | Rural            | Ranchería           |
| 130120005    | El Contadero                      | 407              | 1.35           | Rural            | Ranchería           |
| 130120042    | El Zoquital                       | 395              | 1.31           | Rural            | Ranchería           |
| 130120071    | Cumbre de Santa Catarina          | 386              | 1.28           | Rural            | Ranchería           |
| 130120028    | San Miguel                        | 371              | 1.23           | Rural            | Ranchería           |
| 130120007    | La Cumbre de San Lucas            | 345              | 1.14           | Rural            | Ranchería           |
| 130120015    | Paso de Amajac                    | 331              | 1.10           | Rural            | Ranchería           |
| 130120049    | Barrio el Atorón                  | 291              | 0.97           | Rural            | Ranchería           |
| 130120034    | Santiaguito                       | 291              | 0.97           | Rural            | Ranchería           |
| 130120051    | Barrio de Metlapa                 | 289              | 0.96           | Rural            | Ranchería           |
| 130120029    | San Nicolás Xathé                 | 287              | 0.95           | Rural            | Ranchería           |
| 130120043    | Cerro Blanco                      | 281              | 0.93           | Rural            | Ranchería           |
| 130120050    | Barrio Coyula                     | 275              | 0.91           | Rural            | Ranchería           |
| 130120032    | Santa Catarina                    | 245              | 0.81           | Rural            | Ranchería           |
| 130120079    | Cumbre de Potrero de los Reyes    | 242              | 0.80           | Rural            | Ranchería           |
| 130120025    | San José Zoquital                 | 232              | 0.77           | Rural            | Ranchería           |
| 130120046    | Santa Cruz de Montecillos         | 214              | 0.71           | Rural            | Ranchería           |
| 130120008    | Doñana                            | 205              | 0.68           | Rural            | Ranchería           |
| 130120041    | El Xithe (Santa Rita el Xithe)    | 194              | 0.64           | Rural            | Ranchería           |
| 130120017    | Potrero de los Reyes              | 191              | 0.63           | Rural            | Ranchería           |
| 130120080    | La Nopalera (Jagüey Prieto)       | 189              | 0.63           | Rural            | Ranchería           |
| 130120023    | Sanctórum                         | 186              | 0.62           | Rural            | Ranchería           |
| 130120036    | Sauz Xathé                        | 185              | 0.61           | Rural            | Ranchería           |
| 130120020    | Los Reyes                         | 178              | 0.59           | Rural            | Ranchería           |
| 130120065    | Pedregal de San Nicolás           | 171              | 0.57           | Rural            | Ranchería           |
| 130120035    | Sauz Sabino                       | 165              | 0.55           | Rural            | Ranchería           |
| 130120069    | Paredones                         | 156              | 0.52           | Rural            | Ranchería           |
| 130120066    | Ramal de San Nicolás              | 121              | 0.40           | Rural            | Ranchería           |
| 130120031    | Santa Ana                         | 120              | 0.40           | Rural            | Ranchería           |
| 130120054    | Mesa de San Lucas                 | 117              | 0.39           | Rural            | Ranchería           |
| 130120024    | San Felipe y Anexas               | 107              | 0.36           | Rural            | Ranchería           |
| 130120013    | El Novillero                      | 97               | 0.32           | Rural            | Ranchería           |
| 130120012    | La Nogalera                       | 96               | 0.32           | Rural            | Ranchería           |
| 130120019    | Pueblo Nuevo                      | 94               | 0.31           | Rural            | Ranchería           |
| 130120030    | San Pedro Vaquerías               | 79               | 0.26           | Rural            | Ranchería           |
| 130120076    | Padre Nuestro San Bartolo         | 66               | 0.22           | Rural            | Ranchería           |
| 130120040    | Uña de Gato                       | 66               | 0.22           | Rural            | Ranchería           |
| 130120016    | El Pedregal de San Juan           | 65               | 0.22           | Rural            | Ranchería           |
| 130120061    | El Aguacate                       | 62               | 0.21           | Rural            | Ranchería           |
| 130120045    | Rincón de Xathé                   | 59               | 0.20           | Rural            | Ranchería           |
| 130120056    | Santa Ana Norte                   | 58               | 0.19           | Rural            | Ranchería           |
| 130120014    | Paraje de los Sauces              | 49               | 0.16           | Rural            | Ranchería           |
| 130120021    | El Sabino                         | 48               | 0.16           | Rural            | Ranchería           |
| 130120077    | La Estancia (Aguacatitlán)        | 46               | 0.15           | Rural            | Ranchería           |
| 130120073    | Los Baños de Santa María Amajac   | 45               | 0.15           | Rural            | Ranchería           |
| 130120026    | San Lucas Allende                 | 41               | 0.14           | Rural            | Ranchería           |
| 130120072    | El Sabino [Colonia]               | 35               | 0.12           | Rural            | Ranchería           |
| 130120078    | La Loma del Zapote                | 26               | 0.09           | Rural            | Ranchería           |
| 130120059    | El Troje                          | 23               | 0.08           | Rural            | Ranchería           |
| 130120074    | El Naranjo                        | 17               | 0.06           | Rural            | Ranchería           |
| 130120053    | Barrio de Cabrera                 | 10               | 0.03           | Rural            | Ranchería           |
| 130120044    | El Ocote (Ocote Potrero de Reyes) | 9                | 0.03           | Rural            | Ranchería           |
| 130120075    | Rancho del Salto                  | 9                | 0.03           | Rural            | Ranchería           |

## Política
Se erigió como municipio el 15 de febrero de 1826. El Honorable Ayuntamiento está compuesto por: 1 presidente municipal, 1 síndico, 8 regidores, 56 delegados municipales y 21 comisariados ejidales. De acuerdo al Instituto Nacional electoral (INE) el municipio está integrado por 28 secciones electorales, de la 0178 a la 0205. Para la elección de diputados federales a la Cámara de Diputados de México y diputados locales al Congreso de Hidalgo, se encuentra integrado al III Distrito Electoral Federal de Hidalgo y al VIII Distrito Electoral Local de Hidalgo. A nivel estatal administrativo pertenece a la Macrorregión I y a la Microrregión XXIII, además de a la Región Operativa VI Zacualtipán.

### Cronología de presidentes municipales
| Periodo                  | Nombre                                | Afiliación política        |
| ------------------------ | ------------------------------------- | -------------------------- |
| 1964-1967                | Pánfilo Hernández Mendoza             | -                          |
| 1967-1970                | Isidoro Baca González                 | -                          |
| 1970-1973                | Salvador Ballesteros López            | -                          |
| 1973-1976                | Ignacio Muñoz Bolio                   | -                          |
| 1976-1979                | Benito Téllez Gress                   | -                          |
| 1979-1982                | Joaquín García Rodríguez              | -                          |
| 1982-1985                | Wenceslao Vergara Acuña               | -                          |
| 1985-1988                | Pipino Morales Gamero                 | -                          |
| 1988-1991                | Saúl Butrón Castillo                  | -                          |
| 1991-1994                | José Antonio Ballesteros Carreón      | -                          |
| 16/01/1994 al 15/01/1997 | José Antonio Silva Otamendi           | PRI                        |
| 16/01/1997 al 15/01/2000 | Enrique Téllez Romero                 | PRI                        |
| 16/01/2000 al 15/01/2003 | Edmundo Gregorio Valencia Monterrubio | PAN                        |
| 16/01/2003 al 15/01/2006 | José Antonio Monterrubio Castillo     | PAN                        |
| 16/01/2006 al 15/01/2009 | Francisco Javier Téllez Sánchez       | PAN                        |
| 16/01/2009 al 15/01/2012 | Raúl Téllez Romero                    | PRI                        |
| 16/01/2012 al 04/09/2016 | Francisco Javier Téllez Sánchez       | PANAL                      |
| 05/09/2016 al 04/09/2020 | José Luis Baños Cruz                  | Un Hidalgo con Rumbo       |
| 05/09/2020 al 14/12/2020 | Rubén Serrano Morales                 | Concejo Municipal Interino |
| 15/12/2020 al 04/09/2024 | Hugo Ramírez López                    | Podemos                    |
| 05/09/2024 al 04/09/2027 | Elba Leticia Chapa Guerrero           | PT                         |

## Economía
En 2015 el municipio presenta un IDH de 0.689 Medio, por lo que ocupa el lugar 49.º a nivel estatal; y en 2005 presentó un PIB de $1 049 287 201 pesos mexicanos, y un PIB per cápita de $44 045 (precios corrientes de 2005).
De acuerdo con el Consejo Nacional de Evaluación de la Política de Desarrollo Social (Coneval), el municipio registra un Índice de Marginación Medio; y el 46.5% de la población se encuentra en pobreza moderada y 13.1%  se encuentra en pobreza extrema.
A datos de 2015, en materia de agricultura, la mayor parte de las hectáreas para siembra es maíz grano y avena forrajera, los siguientes productos se siembran en menor cantidad; cebada, frijol, jitomate rojo, chile verde, maguey pulquero, pastos, durazno, nuez y alfalfa verde. En ganadería la producción más importante en este municipio es de aves de corral siendo su conteo de 1 076 165 animales en seguida el ganado ovino y bovino y en menor producción el ganado porcino y caprino. Para 2015 en el municipio existen 30 tiendas Diconsa, 2 tianguis y un mercado.
De acuerdo con cifras al año 2015 presentadas en los Censos Económicos por el INEGI, la Población Económicamente Activa (PEA) de 12 años y más del municipio asciende a 8829 de las cuales 8452 se encuentran ocupadas y 377 se encuentran desocupadas. El 22.81% pertenece al sector primario, el 23.92% pertenece al sector secundario, el 51.75% pertenece al sector terciario.